# Поляков, Фёдор Тихонович
Фёдор Тихонович Поляков — советский хозяйственный, государственный и политический деятель.

## Биография
Родился в 1931 году в селе Шеншиновка. Член КПСС.
Окончил теплотехническое отделение Вязниковского текстильного техникума.
В 1951—1954 — главный механик Конышевского пенькозавода, главный механик, главный инженер Фатежского пенькозавода.
В 1954—1956 — военнослужащий Советской Армии в составе ГСВГ.
В 1956—1957 — инженер-теплотехник Вышневолоцкого завода «Дубитель» имени С. М. Кирова.
В 1957—1963 — второй, первый секретарь Вышневолоцкого горкома ВЛКСМ, заведующий отделом комсомольских организаций, первый секретарь Калининского обкома ВЛКСМ.
В 1963—1964 — председатель Калининского сельского областного Совета профсоюзов.
В 1964—1965 — заведующий отделом легкой, пищевой промышленности и торговли Калининского обкома КПСС.
В 1965—1970 — первый секретарь Конаковского горкома КПСС, заведующий отделом административных органов Калининского обкома КПСС.
В 1970—1971 — первый секретарь Калининского горкома КПСС.
В 1972—1974 — заместитель директора Калининского завода стеклопластиков и стекловолокна по кадрам и быту.
Делегат XXII и XXIV съездов КПСС.
Умер в 1974 году в Калинине.

## Награды
- Орден Трудового Красного Знамени (25 августа 1971)
- Орден Знак Почёта (9 июня 1966)